# Rosina Herzog
Rosina Herzog OCist (* ca. 16. Jahrhundert; † 1. Dezember 1642) war eine deutsche Zisterzienserin und von 1640 bis 1642 Äbtissin des Zisterzienser-Klosters Lichtenthal.

## Leben
Rosina Herzog galt als verständige Frau und wurde am 5. Januar 1641 nach dem Tod der Vorgängeräbtissin Margaretha Göll zur 27. Äbtissin des Klosters Lichtenthal gewählt. Der Abt vom Kloster Maulbronn legte ihr die Pflicht auf, dass sie keine der Privilegien des Zisterzienser-Ordens vergeben und der fürstlichen Regierung kein Recht einräumen dürfe, das gegen diese Privilegien verstoßen würde. Äbtissin Rosina verstarb nach nur 2-jähriger Regierungszeit im Jahr 1642. Ihr im Amt als Äbtissin des Klosters Lichtenthal folgte Eva Regina Springauf.